# Gylling
Gylling er en lille by i Østjylland, syd for byen Odder, med 654 indbyggere  (2024), beliggende i Gylling Sogn. Byen ligger i Region Midtjylland og hører til Odder Kommune.
I Gylling ligger en efterskole for ordblinde. Der findes endvidere en brugsforening, en børnehave og en lille skole. I byen ligger endvidere Gylling Kirke, den fredede præstegård og
Gylling Mølle der oprindelig er fra 1860, men har været i forfald flere gange, solgt til nedrivning i 1976, men genopbygget af lokale kræfter. 

## Etymologi
Selve navnet, Gylling, har der været flere forklaringer på, men den mest sandsynlige er, at bebyggelsen har fået sit navn efter Malskærbækken, der løber gennem byen, eller rettere efter bækkens bredder. Med et gammelt ord blev en lav bred ved et vandløb kaldt gill. Endelsen -ing kendes fra jernalderen og betegner bare at tilhørsforhold, så Gylling betyder altså bebyggelsen ved bækkens bredder.

## Historie
Gylling landsby bestod i 1688 af 22 gårde og 33 halvgårde, 6 huse med jord og 2 huse uden jord. Det samlede dyrkede areal udgjorde 854,2 tønder land skyldsat til 154,37 tønder hartkorn. Dyrkningsformen var uregelmæssigt vangebrug.
I 1879 beskrives byen således: "Gylling med Kirke, Præstegaard, Skole, Friskole og Veirmølle".
Omkring århundredeskiftet beskrives byen således: "Gylling (det sydvestl. Hjørne af Byen kaldes Nabiskrog) med Kirke, Præstegd., Skole, Foredragssal, Fattiggaard (paa Gylling Mark, opr. 1891, Plads til 20 Lemmer), Lægebolig, Sparekasse (opr. 1882; 31/3 1900 var Spar. Tilgodeh. 228,029 Kr., Rentef. 4 pCt., Reservef. 8594 Kr., Antal af Konti 416), Mølle, Andelsmejeri, Andelsbryggeri, Købmandshdl., Haandværkere m. m. samt Telefonst."
Der er talrige fund, der vidner om, at Gylling har været beboet langt tilbage i tiden.
Lokalarkivet har en stor samling stenalderredskaber, hovedsageligt indsamlet af læge og arkæolog Didriksen, der viser, at her har været stenalderbopladser.
Der har senere været rejst en del kæmpehøje, gravpladser, men de fleste er nu forsvundet.
Nylige møntfund tyder på, at der har været en ret stor samhandel med andre egne, måske en del fra østersølandene.
Andre stednavne i Gylling Sogn knytter sig til naturen på stedet eller andre let genkendelige træk, men en del navne fortaber sig i det dunkle. Der er f.eks. marknavne som: Kliede Kiers Mark, Ulf Kiers Mark, Synden Kors Leed, Peerballe, Balboe Grab, Ved Dyrøe Leed, Felboe Holt, Ofuen i Lycken, Skarpalt, Ouferstouhuusdeel, Nederstouhuusdeel, Ballegab og Rouen.
Nogle navne findes endnu på veje og gårde. Mantelenvej har i de ældste skrifter været kaldt Mandtild, Mandtill (1772) eller Mantill.
Stednavnet Krabnap har muligvis haft en helt anden stavemåde, som så er forvansket af en skriver, der ikke kendte egnens sprog.
Madikrog skrives 1814 som Marekrog.
Marknavnene blev først skrevet ned i 1688, da der blev målt op til matrikler. Det var jo vigtigt for myndighederne at have styr på området, for at kunne opkræve den rigtige tiende (skat).
På samme tid beskrives, at Gylling består af 55 gårde, hvoraf 22 er helgårde og 28 halvgårde i Gylling By og 5 halvgårde beliggende uden for byen..
En helgård i Gylling var på 5 tdr. hartkorn 6 skæpper og nogle fjerdingkar.
(En tønde hartkorn var mere et beskatningsgrundlag end en arealbeskrivelse. Der kunne være fra 20 tønder land på de ringeste jorder til godt 2 tønder land på de bedste jorder til en tønde hartkorn. I Gylling var en tønde hartkorn lig med ca. 5,5 tønder land)
I gammel tid var gårdene fæstegårde under en herremand. Den første vi kender navnet på, er Jep Kalf (der vistnok har givet navn til Kalvsømade). Han havde en befæstet borg på et sams, en forhøjning, i Gylling. Deraf navnet Samsøgade, som altså ikke har noget med Samsø at gøre.
Gadenavnet Graven har sandsynligvis sin oprindelse i voldgraven om borgen. En anden forklaring, som er mere charmerende, men derfor ikke nødvendigvis rigtig, er at det var her kirkeklokken skænket af fru Cecilie, blev støbt.
Gaden Krogen kaldtes oprindelig Nabiskrog eller Nobiskrog. Der var opført nogle ret simple aftægtsboliger til tyske arbejdere fra Gyllingnæs, og det er nok dem, der har givet stedet navn. Det betyder egentlig Helvedes Krog eller Djævlekrogen, altså ikke et rart sted at opholde sig.
Gylling hørte før landboreformerne og overgangen til bøndernes selveje under Aakjær. Her i byen kom overgangen til selveje ret tidligt. Det skyldes bl.a.:
1. Godsejeren på Aakær, Friedrich Otto von Dernath, havde økonomiske problemer, og skaffede kapital ved at lade fæstebønderne blive selvejere.
2. Jorden her på egnen var så god, at bønderne havde mulighed for at rejse den nødvendige kapital.
3. Regeringen så en fordel i, at bønderne blev selvstændige og dermed fik øget interesse i at øge produktionen, så de havde politisk bevågenhed overfor deres krav.
Før udskiftningen blev jorden omkring landsbyen, bymarken, dyrket i fællesskab og efter en fælles aftale.
Gårdene lå samlet i byen, og hver gård havde så sine jordstykker fordelt på de forskellige marker. Ved at se på fortegnelsen over præstegårdens jorder, ser man tydeligt, at det har været en stort puslespil, der er nævnt over 30 steder, hvor præstegården har agre.
Ved overgang til selveje og udskiftningen fik hver gård ved en stjerneudskiftning en jordstrimmel, en lang kile, som gik ud fra gården, og som gårdens ejer selv måtte drive og dyrke. Dermed fik hver gård del i både den gode og mindre gode jord, der omgav landsbyen, det var der en vis retfærdighed i. Samtidig kunne gårdene blive liggende i landsbyen med den tryghed det gav, og man sparede pengene til at opbygge en gård et nyt sted. Ulempen var, at der var lang vej til de yderste marker.
I mange landsbyer valgte man i stedet blokudskiftning, hvor landsbyens jorder blev opdelt i firkantede blokke, og hvor hver gård fik sin firkant. Så kunne man i nogen grad opretholde retfærdigheden ved at give flere ha. til den gård, der fik dårlig jord. Men i Gylling findes der jo ikke ret meget ”dårlig jord”, så det var ret let at gå til. Fra begyndelsen havde de udflyttede gårde også stort set lige stort areal.
Efterhånden udflyttedes flere af gårdene. Det var en selvfølge, at når man udflyttede en gård, flyttede man også alle brugbare bygninger med, og man havde lov til i det omfang det lod sig gøre, at flytte frugttræer og buske med til den nye bebyggelse.
De tomme grunde blev efterhånden bebygget, mest af håndværkere og handlende,
De udflyttede gårde beholdt i nogle tilfælde det navn, de havde haft før udflytningen, ellers fik de navne i henhold til det sted, de blev opført eller til navnet på gårdejeren.
Da udflytningen var færdig, var der kun 11 af de tidligere ca. 50 gårde tilbage i Gylling.
På kortet kan man se de mange blokke som jorden i Gylling blev delt i.
I den nordlige del af byen er en lille del af stjerneformen fra fællesskabets tid bevaret.
I Gylling startede udflytningen med, at en landvæsenskommission for Aakjær Amt kom til Gylling d. 28. juli 1797 for, sammen med byens bønder, pastor Ingerslev og grev Dernath, der nu var ejer af Aakjær, at overvære bestemmelsen om udflytning af de første ejendomme, som ved lodtrækning var tildelt 12 ejere.
Det fremgår ikke, hvilke gårde, der først blev udflyttet. Der er kun navne på gårdejerne.
Arealerne var tidligere målt op og indtegnet på kort af en statsautoriseret landmåler.
Det blev krævet, at der tre steder i Malskær Bæk skulle udgraves damme i så stor dybde, "at fornødent vand altid haves endog i de tørreste årstider".
Senere blev tilføjet, at åen, "som går i lutter krumninger bliver så vidt muligt rettet i lige linjer fra Falling Mark indtil og igennem byen, og derfra så vidt muligt i lige linje til havet og med dens bestemte bredde af 6 alen".
Ovenstående baserer sig hovedsagelig på Anne Marie Skovfogeds sognebeskrivelse, på Gyllingbogen og på arkivets gamle kort. Mogens Højmark

## Kendte personer fra Gylling
Blandt kendte personer, der kommer fra Gylling, er
- Thomas Buttenschøn, popsanger
- Jens Didriksen, læge i Gylling 1914 - 1956, arkæolog bl.a. medvirkende til udgravningen af Bjørnkær.
- Karen Jeppe, nødhjælpsarbejder, som har fået en gade i byen opkaldt efter sig.
- Louise Pedersen, håndboldspiller.
- Per Sarto, cykelrytter. Vandt DM i sprint i 1962 (i Odense).
- Mogens Jeppesen, håndboldmålmand for Fredericia KFUM og Danmark